# جدول المحتويات

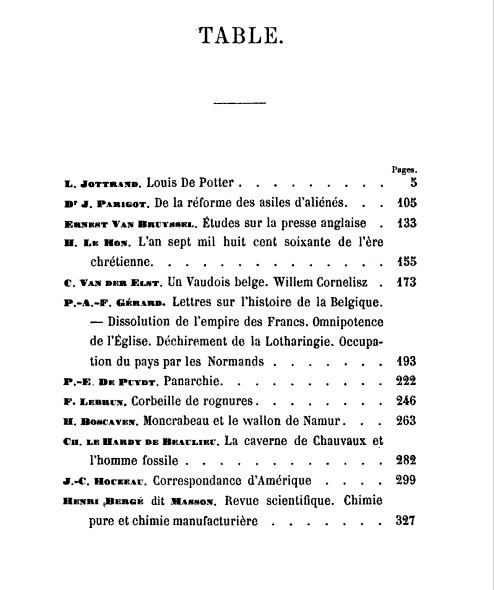
جدول محتويات لكتاب.

جدول المحتويات (بالإنجليزية: Table of contents) هو قائمة مرتبة للأبواب أو الفصول أو الأقسام الرئيسية في الكتاب، تُعرض عادة في بداية الكتاب أو في الجزء الأول منه. يهدف جدول المحتويات إلى مساعدة القارئ في التنقل بسهولة بين الأجزاء المختلفة من الكتاب، ويوفر له لمحة عامة عن البنية التنظيمية للعمل. يتضمن جدول المحتويات عادة العناوين الرئيسية للأبواب أو الفصول مع أرقام الصفحات التي تحتوي عليها، مما يتيح للقارئ الوصول إلى الجزء الذي يرغب في قراءته بسرعة ودقة.
يعد جدول المحتويات جزءًا أساسيًا من أي كتاب حديث، خاصة في الكتب العلمية والفكرية والموسوعات، حيث يساعد في تنظيم المادة بشكل منطقي ويسهم في تسهيل تجربة القراءة. وتختلف تفاصيل جدول المحتويات بحسب نوع الكتاب، فالبعض قد يتضمن عناوين فرعية للأبواب أو الفصول، بينما قد تقتصر بعض الكتب على العناوين الرئيسية فقط.
ظهر مفهوم جدول المحتويات بشكل واضح في الكتابات الحديثة بعد تطور الطباعة في القرن التاسع عشر، حيث أصبح جزءًا ثابتًا من هيكل الكتاب. قبل ذلك، كان الفهرس يُستخدم في الكتب القديمة لتنظيم الموضوعات والأبواب، لكن مع مرور الزمن تطور هذا المفهوم ليشمل فكرة جدول المحتويات الذي يُعرض بشكل أكثر تفصيلًا.

## التاريخ

### النشأة الأولى في العصور القديمة
يُعد الكاتب الروماني كوينتوس فاليريوس سورانوس (ت. 82 ق.م) أوّل من قدّم شيئًا يشبه جدول المحتويات في الغرب، وقد أشار إلى ذلك المؤرخ بلينيوس الأكبر في كتابه التاريخ الطبيعي، حيث قال: «سورانوس كان أوّل من ألحق بالكتاب قائمة بعناوين فصوله، مما يعين القارئ على معرفة محتواه».

### الهند القديمة: تنظيم الفصول والصين: جداول تصنيفية
في الأدب السنسكريتي القديم، وخاصة في النصوص الطبية مثل سوشروتا سامهيتا وشاراكا سامهيتا (القرن الأول ق.م)، وُجدت بنية مقسّمة إلى «كتب» و«فصول»، تُذكر في بدايات المخطوطات، لتعين القارئ على التنقّل.
في التراث الصيني، وخصوصًا في عهد أسرتي هان وتانغ (206 ق.م – 907 م)، ظهرت كتب علمية ودواوين أدبية تحتوي على جداول تصنيفية. من أبرزها كتاب هانشو (كتاب تاريخ أسرة هان) الذي ضم فهرسًا كبيرًا يُنظم النصوص الرسمية والأعمال الأدبية.

### التراث المسيحي والبيزنطي
في المخطوطات البيزنطية والكنسية المبكرة، وُجدت جداول تُعرف بـ جداول الأناجيل (Canon Tables)، جمعها يوسابيوس القيصري في القرن الرابع الميلادي، لربط الأناجيل الأربعة معًا بطريقة مرجعية.

### المسلمون: التأسيس البنيوي
مع نضوج الحركة العلمية في العالم الإسلامي بدءًا من القرن الثالث الهجري (التاسع الميلادي)، برزت طريقة جديدة في تنظيم المؤلفات. وقد بدأ المؤلفون المسلمون بتقسيم كتبهم إلى أبواب وفصول تُذكر إما في المقدمة أو تُفصّل في أول كل قسم. مثال ذلك:
- ابن سينا قسم كتاب القانون في الطب إلى خمسة كتب، كل منها إلى فصول.
- الجاحظ استخدم تقسيمات وصفية تسهّل فهم الفقرات.
- ابن النديم في الفهرست ذكر تقسيم الكتاب حسب المواضيع.

وقال طه حسين عن الجاحظ:
«كان الجاحظ يضع عناوين تقريبية لفصول كتبه، تُعين القارئ على تصور مجرى الحديث، وهي صورة بدائية للمحتويات».
هذا التنظيم لم يكن جدول محتويات بالمعنى الحديث، لكنه مهّد له، وأسهم في ترسيخ فكرة تقسيم المحتوى لتسهيل الرجوع إليه.

### تأثير التراث الإسلامي على أوروبا
عادت هذه الفكرة إلى الحياة بعد القرن الثاني عشر، مع انتشار صناعة الورق في الأندلس وصقلية وإيطاليا، فبدأ النساخ في تضمين الكتب عناوين مرقمة للفصول، تمهيدًا لظهور جدول المحتويات الحديث. حين بدأت حركة الترجمة في الأندلس وصقلية منذ القرن الثاني عشر الميلادي، اطّلع المترجمون الأوروبيون على كتب المسلمين، ليس فقط في المضمون بل في البنية التنظيمية. وفي هذا يقول الباحث جورج صليبا:
«نقل الأوروبيون عن المسلمين لا العلوم فقط، بل طرائق التصنيف والعرض والتنظيم، التي كان لها الأثر في إعادة هيكلة التأليف الأوروبي».

### أوروبا بعد الطباعة
مع اختراع الطباعة الحديثة على يد يوهان غوتنبرغ (حوالي 1450م)، أصبح حجم الكتب أكبر وأكثر تعقيدًا، فكان من الضروري وضع جداول محتويات دقيقة تتضمن العناوين وأرقام الصفحات. وبحلول القرن السابع عشر، صار جدول المحتويات عنصرًا قياسيًّا في معظم المؤلفات الأوروبية.

### الانتشار في العالم
بعد اختراع الطباعة في أوروبا في القرن الخامس عشر، أصبحت جداول المحتويات جزءًا أساسيًا من تنظيم الكتب المطبوعة، ومع تزايد انتشار الطباعة في أوروبا، انتقلت هذه الفكرة إلى باقي أنحاء العالم، بما في ذلك الوطن العربي، بدأت الكتب العربية تتضمن جداول محتويات مشابهة لنظيراتها الغربية، خاصة بعد تأسيس مطبعة بولاق عام 1821،  جاء في إحدى مقدمات الكتب المطبوعة آنذاك: «وأثبتنا في أول الكتاب جدول الأبواب تسهيلًا لتصفح القارئ». ومنذ ذلك الحين، صار جدول المحتويات عنصرًا أساسيًا في الكتب، يُلحق غالبًا في المقدمة، ويقابله في الخاتمة الفهرس.

## الشكل العام
يتضمن جدول المحتويات عادة:
1. عناوين الأبواب أو الفصول (وأحيانًا العناوين الفرعية).
2. ترقيمًا تسلسليًا أو نقطيًا للعناوين.
3. أرقام الصفحات التي يبدأ عندها كل قسم.

ويُراعى في ترتيبه أن يُعكس البنية الحقيقية للكتاب بدقة، بحيث يُطابق ما في النص تمامًا.